# Saint-Vincent-Lespinasse
Saint-Vincent-Lespinasse é uma comuna francesa na região administrativa de Occitânia, no departamento de Tarn-et-Garonne. Estende-se por uma área de 9,44 km². Em 2010 a comuna tinha 272 habitantes (densidade: 28,8 hab./km²).